# Pays d'Arles
Ne doit pas être confondu avec Pays d'Arles (PETR).
Le pays d'Arles est une région naturelle de France qui couvre près de 203 100 hectares répartis sur tout le nord-ouest des Bouches-du-Rhône et qui a pour principales activités, les activités maraîchères et fruitières.
Les habitants se nomment les Arlésiens (comme ceux qui habitent la ville d'Arles).

## Géographie physique
Le pays d'Arles s’étend sur tout le nord-ouest des Bouches-du-Rhône du sud d'Avignon jusqu’au nord d'Arles, il est délimité par la Durance à l'est et par le Rhône à l'ouest, le massif des Alpilles délimite le Sud.
L'altitude moyenne est de 20 mètres.

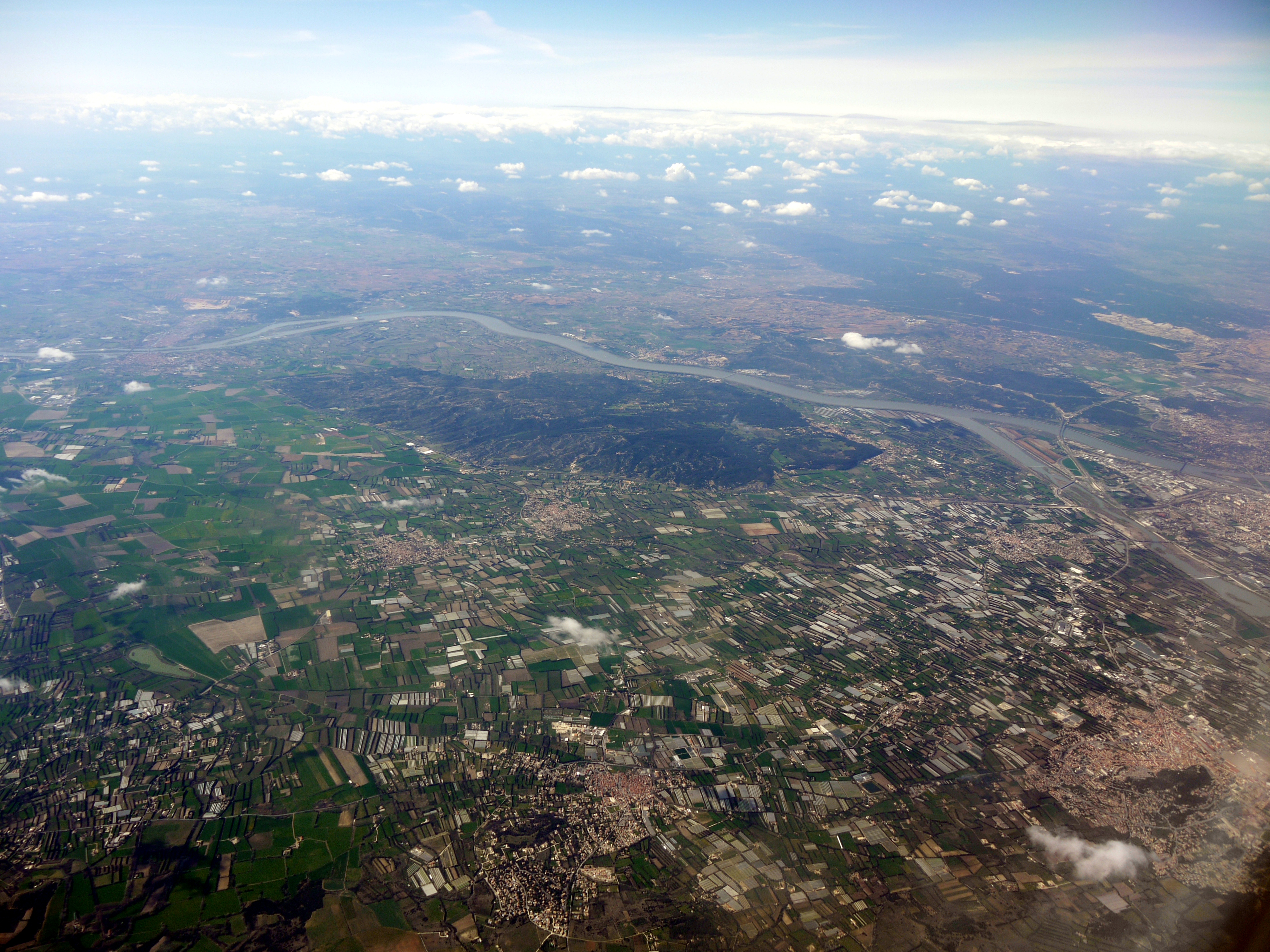
Photo aérienne du pays d'Arles. On distingue au milieu le massif de la Montagnette.

## Géologie

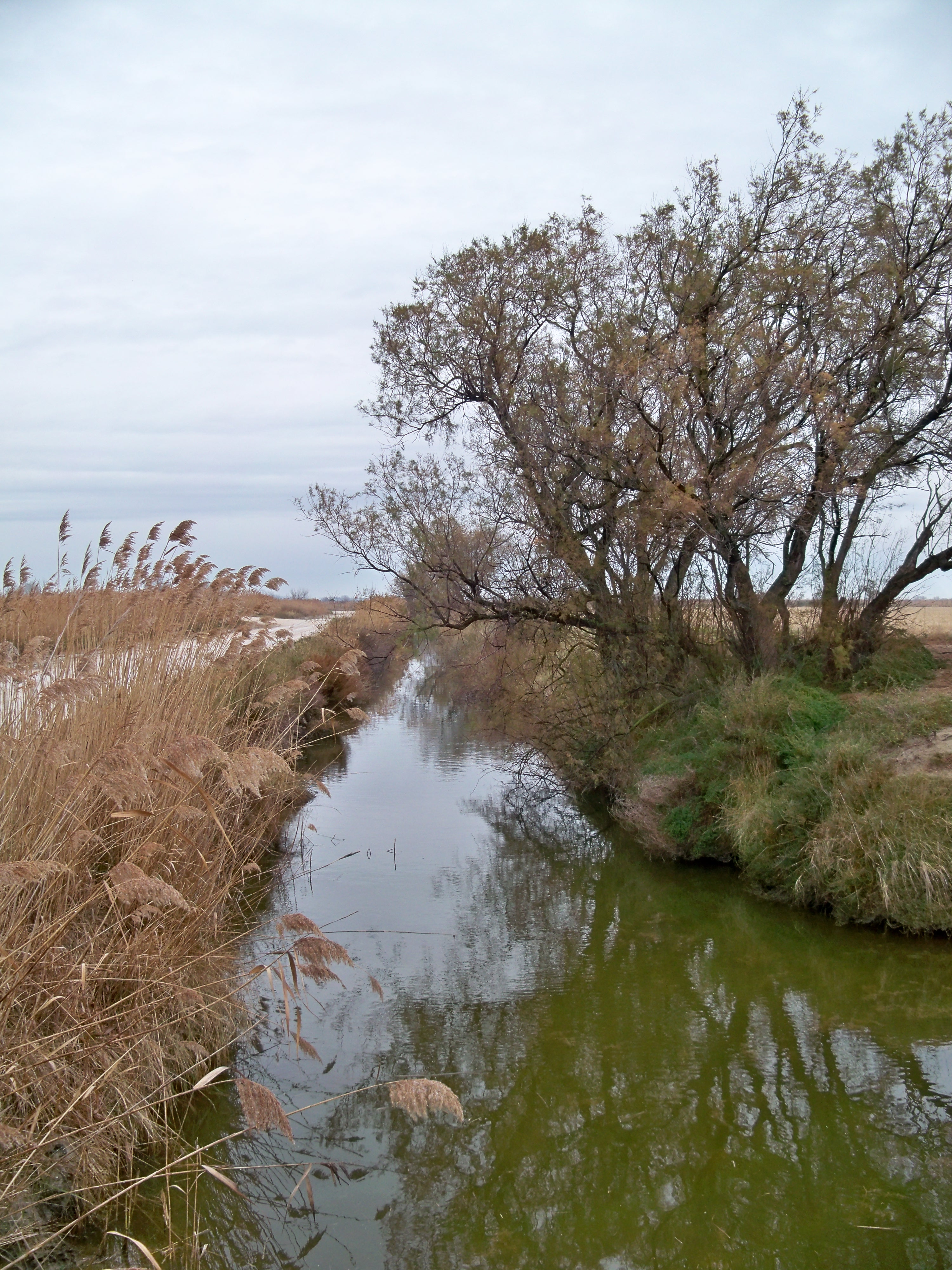
Une « roubine ».
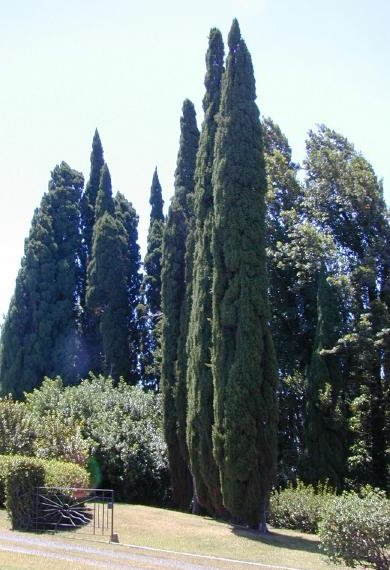
Le cyprès est très répandu dans le pays d’Arles.

Le pays d'Arles est principalement constitué d'arbres fruitiers, il y a beaucoup de cyprès (Cupressus sempervirens horizontalis) en haies pour protéger les cultures du Mistral.
Les peupliers et les bouleaux sont aussi répandus : ils poussent au bord des « roubines » (ruisseaux ou canaux) que l'on trouve au bord des routes et qui servent à arroser les champs.

## Communes arlésiennes
Arles, Barbentane, Boulbon, Cabannes, Saint-Rémy-de-Provence, Maillane, Graveson, Rognonas, Chateaurenard, Noves, Eyragues, Tarascon, Fontvielle, Mollégès.

## Agriculture
L'agriculture du pays d'Arles est variée, il y a l'agriculture fruitière (pomme, cerise, poire, abricot, prune) et l’agriculture maraîchère (tomate, courgette, basilic, pomme de terre)

## Patrimoine
- Liste des monuments historiques d'Arles
- Liste des monuments historiques de Tarascon
- Liste des monuments historiques de Fontvieille
- Abbaye Saint-Michel de Frigolet
- Château de Tarascon
- Arènes d'Arles
- Château de Châteaurenard

## Galerie de photos

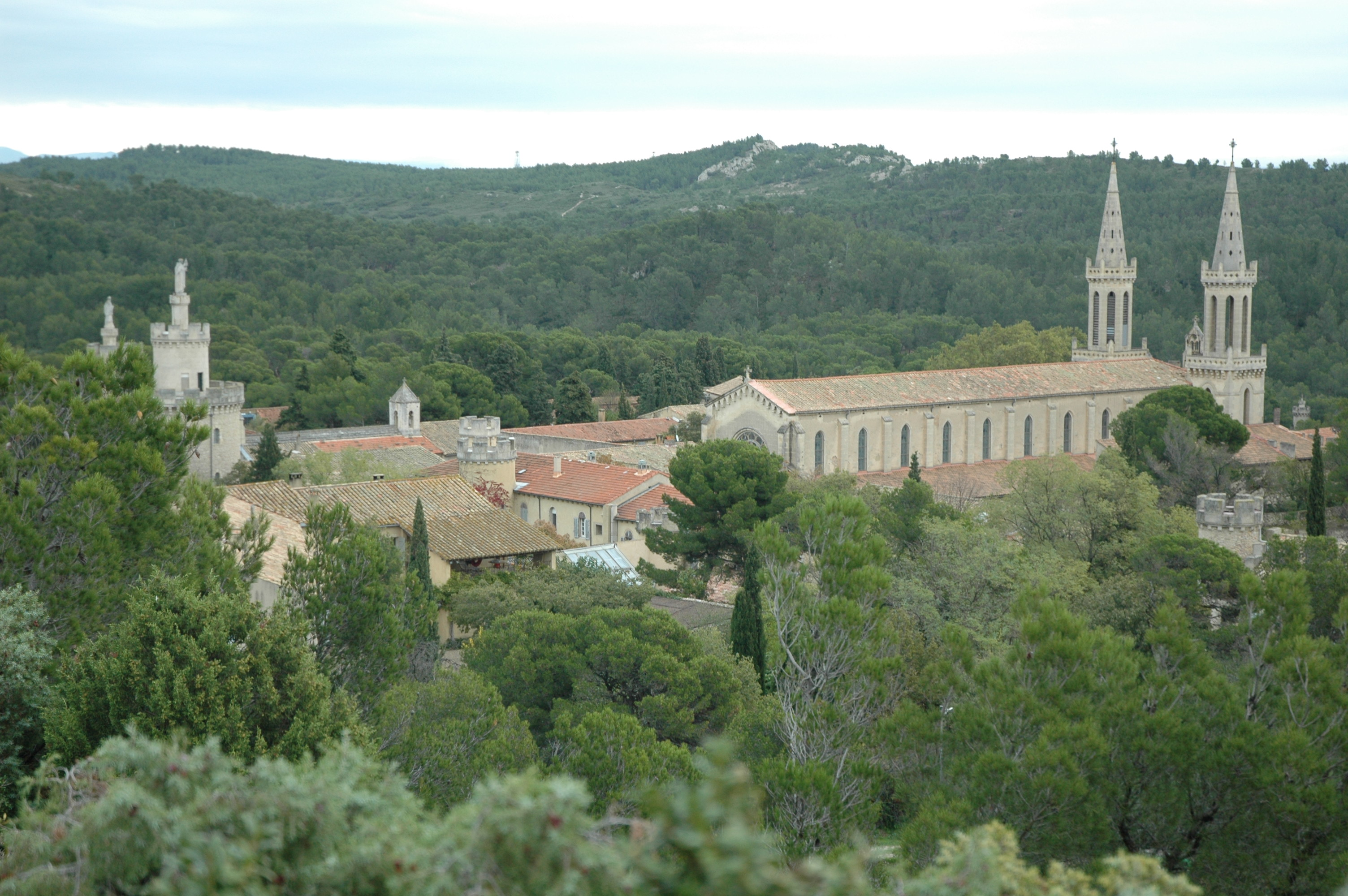
L'abbaye Saint-Michel de Frigolet.
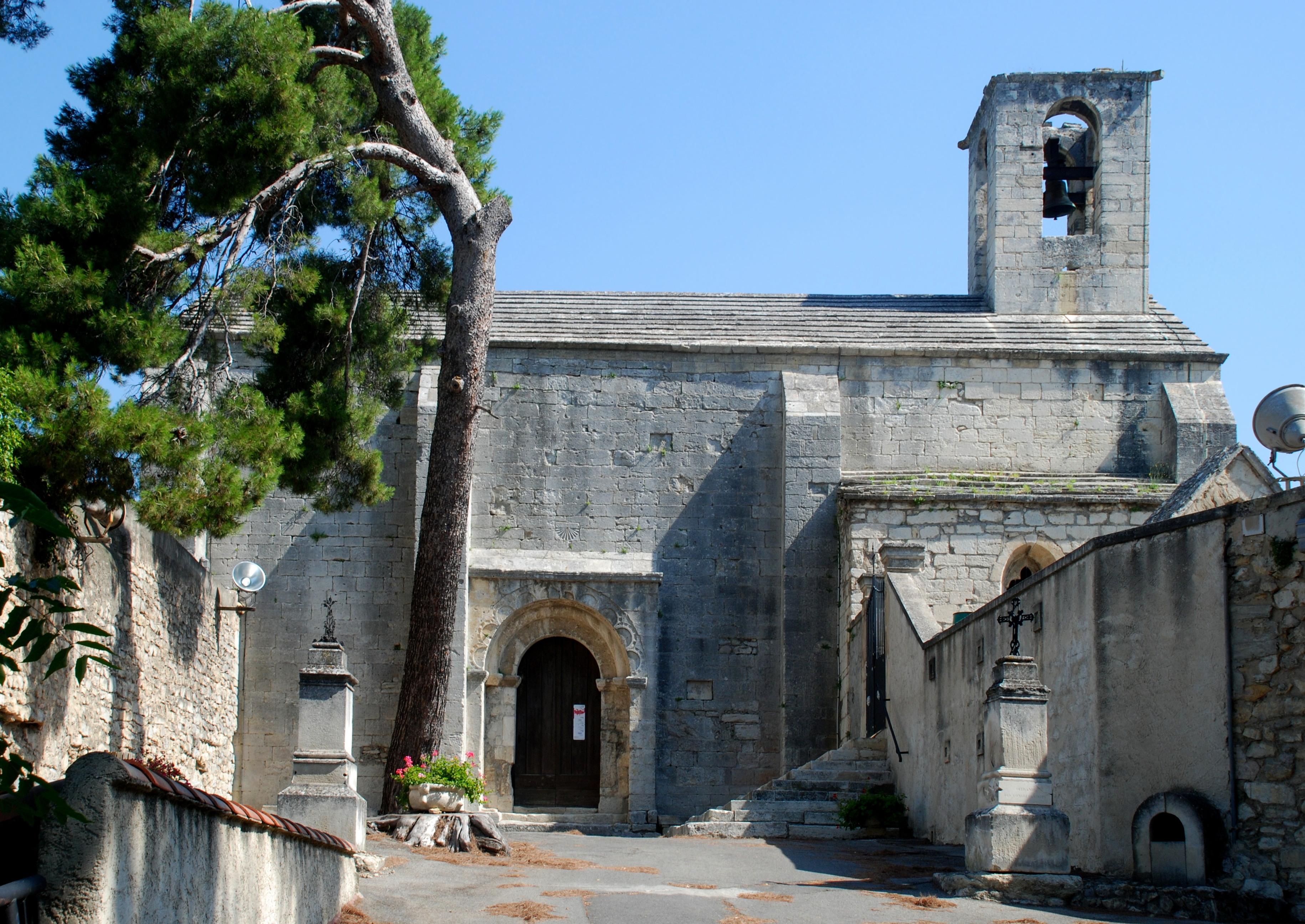
La chapelle Saint-Marcellin de Boulbon.
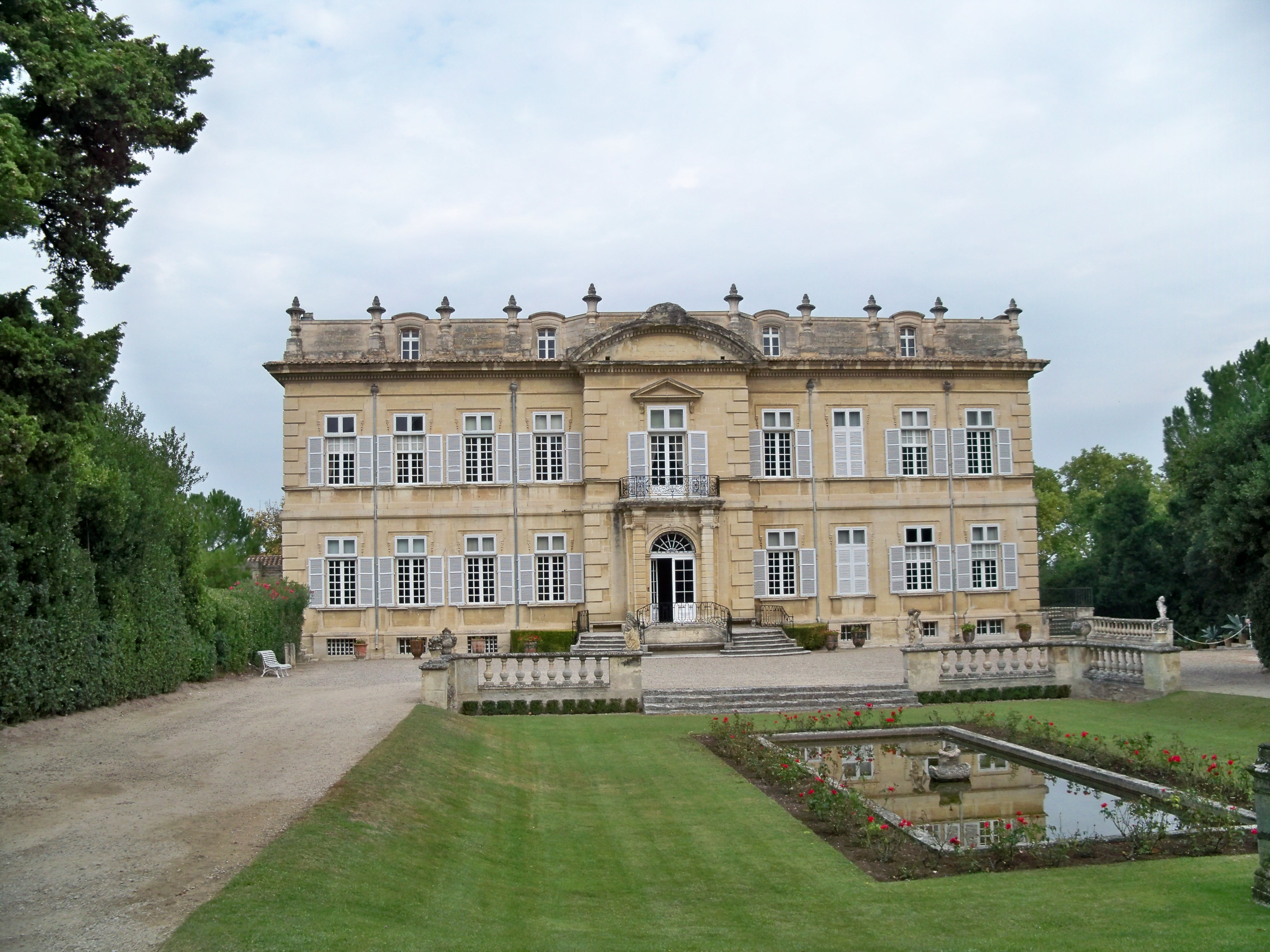
Le château de Barbentane.
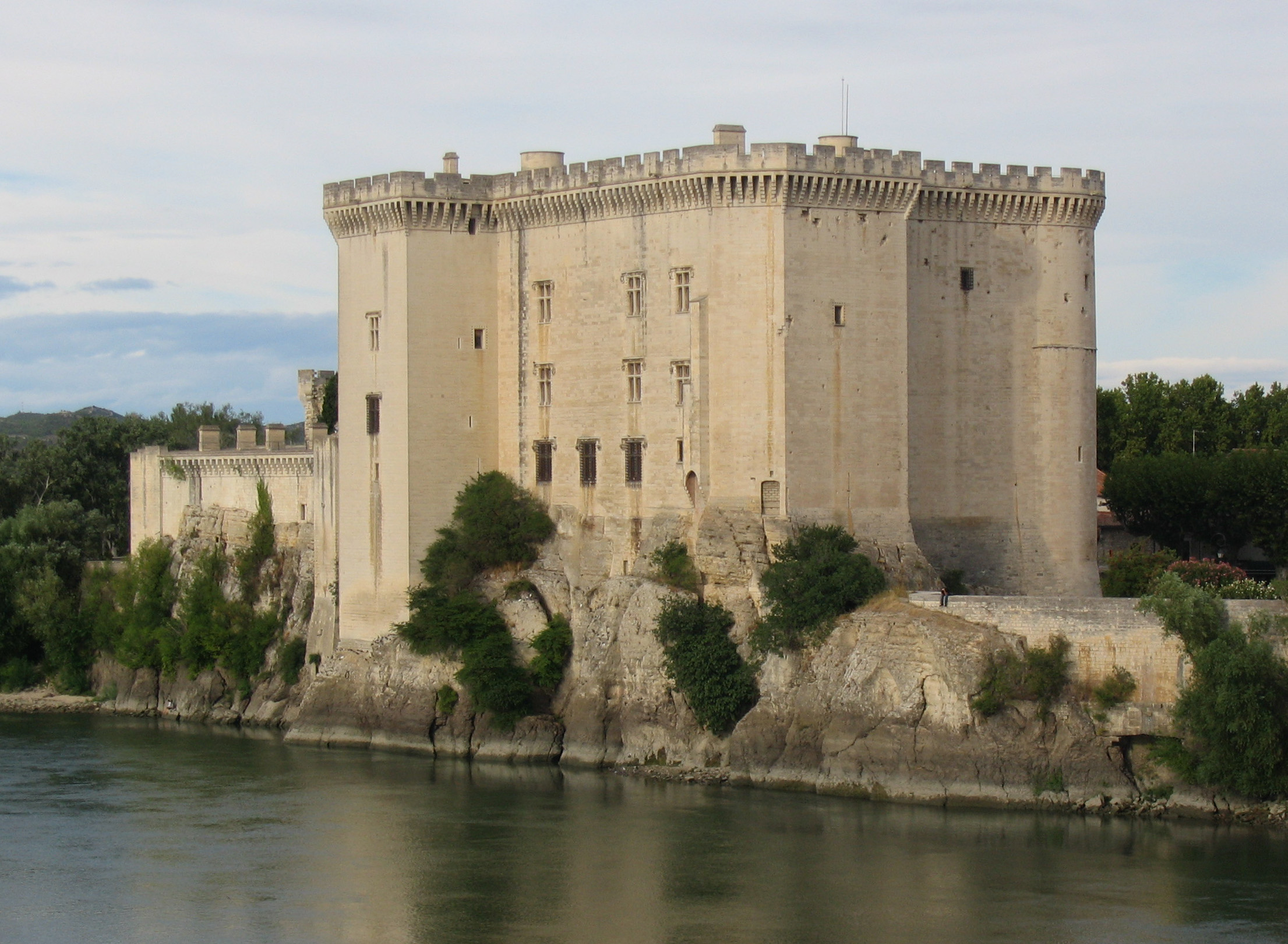
Le château de Tarascon.